# Ras El Melah
Ras El Melah (àrab: رأس الملح, Raʾs al-Milaḥ) és un cap del nord de Tunísia, que forma la punta oriental de la península del Cap Bon, i és situat a la part nord-oriental d'aquesta, a la governació de Nabeul. Al cap hi ha un far, i a la vora, cap al sud, hi ha la ciutat de Kélibia; uns 3 km al sud hi ha el cap de Ras Mostefa.